# 根占献一
根占 献一（ねじめ けんいち、1949年 - ）は、日本のルネサンス文化史・思想史研究者。学習院女子大学名誉教授。現在、星槎大学講師（非常勤）。

## 来歴
玉名市立玉名中学校、熊本県立熊本高等学校、早稲田大学第一文学部（西洋史）を経て、早稲田大学大学院文学研究科修士課程に進み、同大学院同研究科博士課程満期退学。同大学、大学院では歴史家鈴木成高、ドイツ近代史家村岡晢、西欧中世史家野口洋二の指導を受ける。博士（文学）（早稲田大学）。
江戸時代、系譜上、加治木島津家の配下にあった家門に属し、名字の本貫地が鹿児島県の史的地名(禰寝[根占] 旧根占町)に由来するため、その歴史にも取り組む。中世の豪族根占氏や根占氏直系で幕末・明治初頭の重要人物のひとり小松帯刀への関心はその一環である。
東西文化・思想交流の視点からイエズス会の布教活動に注目し、西欧のルネサンス概念を超える広がりをここに見ようとしている。

## 受賞歴
- 第20回マルコ・ポーロ賞（イタリア外務省・イタリア文化会館。この頃の選考委員は都留重人、加藤周一、芦原義信、辻邦生、大谷啓治の諸氏であった）受賞。現在、この賞はフォスコ・マライーニ賞と名を改めて存続している。
- 学習院定年に際し、院内関連の安倍能成学術賞受賞。

## 業績
著作・論文執筆や翻訳などの学術中心の活動を展開。特に人文主義（ヒューマニズム）といわれるフマニタス研究に学問上の特色がある。

### 主要著書
- 『イタリア・ルネサンスの霊魂論』（編著・編訳 三元社、1995年、新装版2013年）
- 『ロレンツォ・デ・メディチ - ルネサンス期フィレンツェ社会における個人の形成』（南窓社、第1版1997年、第2版1999年、第3版2022年）。マルコ・ポーロ賞受賞作品
- 『東西ルネサンスの邂逅 - 南蛮と禰寝氏の歴史的世界を求めて』（東信堂、1998年）
- 『フィレンツェ共和国のヒューマニスト - イタリア・ルネサンス研究』（創文社、2005年10月。講談社オンデマンド）
- 『共和国のプラトン的世界 - イタリア・ルネサンス研究　続』（創文社、2005年11月。講談社オンデマンド）
- 『ルネサンス精神への旅 - ジョアッキーノ・ダ・フィオーレからカッシーラーまで』（創文社、2009年。講談社オンデマンド）
- 『イタリアルネサンスとアジア日本 - ヒューマニズム・アリストテレス主義・プラトン主義』（知泉書館、2017年）
- 『ルネサンス文化人の世界 - 人文主義・宗教改革・カトリック改革』（知泉書館、2019年）

### 翻訳（共訳）
- P.O.クリステラー『イタリア・ルネサンスの哲学者』（佐藤三夫・伊藤博明・伊藤和行と共訳、みすず書房）
- カッシーラー『シンボルとスキエンティア』（根占献一序文　伊藤博明解説、ありな書房）
- 『原典イタリア・ルネサンス人文主義』（池上俊一編 名古屋大学出版会）
- 『原典ルネサンス自然学』（池上俊一編 名古屋大学出版会）
- ハービソン『キリスト教的学識者』（知泉書館）